# Ailly-le-Haut-Clocher
Ailly-le-Haut-Clocher (picardisch: Ailly-ech-heut-clotcher) ist eine nordfranzösische Gemeinde mit 1021 Einwohnern (Stand 1. Januar 2022) im Département Somme in der Region Hauts-de-France. Die Gemeinde liegt im Arrondissement Abbeville, ist Sitz der Communauté de communes Ponthieu-Marquenterre und gehört zum Kanton Rue.

## Geographie
Die im Süden von der Autoroute A16 begrenzte Gemeinde liegt rund 12,5 km ostsüdöstlich von Abbeville an der ehemaligen Route nationale 35, von der hier die Départementsstraße D32 nach Saint-Riquier und Nouvion abzweigt. Zu Ailly gehören die Ortsteile Famechon und Alliel. Das Gemeindegebiet gehört zum Regionalen Naturpark Baie de Somme Picardie Maritime.

## Toponymie und Geschichte
Der Ortsname wird auf einen Bewohner in gallo-römischer Zeit, Alius, zurückgeführt. Haut-Clocher bezieht sich auf den hohen Kirchturm, der bei der Landvermessung durch Cassini im Jahr 1760 als Triangulationspunkt für die Schaffung der Carte de Cassini genutzt wurde.
1546 wurde die Kirche von Marodeuren niedergebrannt, 130 Personen kamen dabei ums Leben. Im 17. Jahrhundert wurde der Ort mehrfach geplündert. 1944 wurde er bombardiert; der Angriff galt einer nahegelegenen deutschen Raketenabschussbasis.

## Einwohner
| 1962 | 1968 | 1975 | 1982 | 1990 | 1999 | 2006 | 2011 |
| ---- | ---- | ---- | ---- | ---- | ---- | ---- | ---- |
| 778  | 757  | 778  | 801  | 809  | 831  | 863  | 907  |

## Sehenswürdigkeiten
- Mariä-Himmelfahrts-Kirche mit Resten einer Sonnenuhr an der Südfront, im Jahr 1910 als Monument historique klassifiziert (Base Mérimée PA00116037)[1]
- Kriegerdenkmal südlich der Kirche